# Инсли, Джей
Джей Роберт Инсли (англ. Jay Robert Inslee; род. 9 февраля 1951, Сиэтл, Вашингтон) — американский юрист, политик и член Демократической партии. 23-й губернатор штата Вашингтон с января 2013 по январь 2025 года. Ранее представлял штат в Конгрессе.
Родившись в Сиэтле, Инсли окончил Вашингтонский университет и университетский колледж права в Уилламетте. В период с 1989 по 1993 годы служил в Вашингтонской палате представителей, а затем представлял в Конгрессе 4-й округ Вашингтона, который включал часть штата вокруг города Якима, и с 1993 по 1995 годы работал в Палате представителей США. Победив на переизбрании в сенат США на выборах 1994 года, Инсли вернулся к частной практике и затем выдвинулся в выборах 1995 года на должность губернатора Вашингтона, заняв 5-е место в первом туре на всеобщем голосовании, в котором победил демократ Гэри Локк. Затем Инсли служил региональным директором департамента министерства здравоохранения и социальных служб во время президентства Билла Клинтона.
Инсли вернулся в Палату представителей в 1999 году от 1-го вашингтонского конгрессионального округа, который включал северные пригороды Сиэтла в округах Кинг, Снохомиш и Китсап. Он объявил о том, что снова выдвинет 27 июня 2011 года свою кандидатуру на пост губернатора и ушёл в отставку из конгресса 20 марта 2012, чтобы сосредоточиться на своей избирательной кампании. Победив республиканца Роба Маккену, генерального атторнея Вашингтона, он получил 52 % голосов против 48 % у Маккены на всеобщих выборах 2012 года в Вашингтоне.

## Образование и правовая карьера
Инсли родился в Сиэтле, в семье Адель А. (урождённая Браун) и Фрэнка Е. Инсли. Окончил школу Ингрэхэм в Сиэтле, Вашингтонский университет (бакалавр гуманитарных наук, экономика) и университетский колледж права в Уилламетте.
Инсли приписывает свой интерес к деятельности на открытом воздухе тем годам, которые его родители провели ведущими студенческих групп в поездках по сохранению дикой природы при сотрудничестве студенческой ассоциации по сохранению природы в горах Рейнир в период 1960-х и 1970-х годов. Он 10 лет практиковал право в городе Selah, штат Вашингтон, к северу от Якимы.